# Onychogomphus kerri
Onychogomphus kerri – gatunek ważki z rodziny gadziogłówkowatych (Gomphidae).